# Stazione meteorologica di Marina di Ginosa
La stazione meteorologica di Marina di Ginosa è la stazione meteorologica di riferimento per il servizio meteorologico dell'Aeronautica Militare e per l'Organizzazione Mondiale della Meteorologia, relativa alla località di Marina di Ginosa.

## Storia
La stazione meteorologica venne attivata dall'Aeronautica Militare il 21 novembre 1966 presso una ex batteria costiera della Marina Militare. La sua ubicazione è presso la torre goniometrica della base militare.
Il Servizio Meteorologico dell'Aeronautica Militare scelse la suddetta ubicazione per la stazione meteorologica a seguito del definitivo abbandono della sede della storica stazione meteorologica di Taranto che invece continuò ad operare come osservatorio per il servizio idrologico nazionale: la scelta del cambiamento di ubicazione fu per una migliore osservazione dello stato del mare e per effettuare le osservazioni meteorologiche al di fuori di un contesto urbano.

## Caratteristiche
La stazione meteorologica si trova nell'Italia meridionale, in provincia di Taranto, lungo il litorale del comune di Ginosa, a 12 metri s.l.m. e alle coordinate geografiche 40°25′27.63″N 16°53′11.2″E.
Oltre a rilevare i dati relativi a temperatura, precipitazioni, pressione atmosferica, umidità relativa, direzione e velocità del vento, la stazione è collegata ad una boa situata nell'antistante Mare Jonio settentrionale, grazie alla quale è possibile osservare lo stato del mare, l'altezza dell'onda marina, la direzione dell'onda stessa, oltre alla lunghezza e all'altezza dell'onda morta (onda non più soggetta all'azione diretta del vento).

## Medie climatiche ufficiali

### Dati climatologici 1971-2000
In base alle medie climatiche del periodo 1971-2000, la temperatura media del mese più freddo, gennaio, è di +9,0 °C, mentre quella del mese più caldo, agosto, è di +25,4 °C; mediamente si contano 6 giorni di gelo all'anno e 44 giorni con temperatura massima uguale o superiore ai +30 °C. I valori estremi di temperatura registrati nel medesimo trentennio sono i -3,4 °C del gennaio 1987 e i +43,4 °C del luglio 2000.
Le precipitazioni medie annue si attestano a 420 mm, mediamente distribuite in 54 giorni di pioggia, con minimo in estate, moderato picco massimo in autunno e massimo secondario in inverno.
L'umidità relativa media annua fa registrare il valore di 72,7 % con minimo di 66 % a luglio  e massimo di 78 % a dicembre; mediamente si contano 6 giorni di nebbia all'anno.
Di seguito è riportata la tabella con le medie climatiche e i valori massimi e minimi assoluti registrati nel trantennio 1971-2000 e pubblicati nell'Atlante Climatico d'Italia del Servizio Meteorologico dell'Aeronautica Militare relativo al medesimo trentennio.
| Marina di Ginosa (1971-2000)    | Mesi        | Mesi        | Mesi        | Mesi        | Mesi        | Mesi        | Mesi        | Mesi        | Mesi        | Mesi        | Mesi        | Mesi        | Stagioni | Stagioni | Stagioni | Stagioni | Anno  |
| Marina di Ginosa (1971-2000)    | Gen         | Feb         | Mar         | Apr         | Mag         | Giu         | Lug         | Ago         | Set         | Ott         | Nov         | Dic         | Inv      | Pri      | Est      | Aut      | Anno  |
| ------------------------------- | ----------- | ----------- | ----------- | ----------- | ----------- | ----------- | ----------- | ----------- | ----------- | ----------- | ----------- | ----------- | -------- | -------- | -------- | -------- | ----- |
| T. max. media (°C)              | 13,0        | 13,4        | 15,2        | 17,9        | 22,6        | 27,2        | 30,5        | 30,5        | 26,9        | 22,0        | 17,1        | 14,1        | 13,5     | 18,6     | 29,4     | 22,0     | 20,9  |
| T. min. media (°C)              | 4,9         | 5,0         | 6,7         | 9,0         | 13,5        | 17,2        | 19,8        | 20,2        | 17,1        | 13,3        | 8,8         | 6,0         | 5,3      | 9,7      | 19,1     | 13,1     | 11,8  |
| T. max. assoluta (°C)           | 21,6 (1987) | 23,4 (1990) | 26,4 (1990) | 31,2 (2000) | 32,6 (1973) | 40,0 (1982) | 43,4 (2000) | 43,2 (2000) | 39,0 (1987) | 30,4 (1981) | 27,2 (1990) | 22,2 (1994) | 23,4     | 32,6     | 43,4     | 39,0     | 43,4  |
| T. min. assoluta (°C)           | −3,4 (1987) | −2,8 (1991) | −2,8 (1987) | −0,4 (1997) | 4,0 (1987)  | 9,4 (1997)  | 12,9 (1971) | 11,2 (1990) | 8,0 (1996)  | 3,8 (1996)  | −0,6 (1975) | −3,0 (1986) | −3,4     | −2,8     | 9,4      | −0,6     | −3,4  |
| Giorni di calura (Tmax ≥ 30 °C) | 0           | 0           | 0           | 0           | 0           | 6           | 17          | 18          | 3           | 0           | 0           | 0           | 0        | 0        | 41       | 3        | 44    |
| Giorni di gelo (Tmin ≤ 0 °C)    | 2           | 2           | 1           | 0           | 0           | 0           | 0           | 0           | 0           | 0           | 0           | 1           | 5        | 1        | 0        | 0        | 6     |
| Precipitazioni (mm)             | 41,0        | 46,6        | 37,2        | 30,3        | 23,0        | 15,1        | 15,8        | 19,5        | 33,1        | 54,7        | 58,0        | 45,7        | 133,3    | 90,5     | 50,4     | 145,8    | 420,0 |
| Giorni di pioggia               | 5           | 6           | 5           | 5           | 5           | 2           | 2           | 3           | 4           | 5           | 6           | 6           | 17       | 15       | 7        | 15       | 54    |
| Giorni di nebbia                | 1           | 1           | 0           | 1           | 0           | 0           | 0           | 0           | 0           | 1           | 1           | 1           | 3        | 1        | 0        | 2        | 6     |
| Umidità relativa media (%)      | 77          | 74          | 73          | 73          | 72          | 69          | 66          | 68          | 71          | 74          | 77          | 78          | 76,3     | 72,7     | 67,7     | 74       | 72,7  |

### Dati climatologici 1961-1990
In base alle medie di riferimento trentennale (1961-1990), effettivamente elaborata a partire dal 1966, la temperatura media del mese più freddo, gennaio, si attesta a +8,8 °C, mentre quella del mese più caldo, luglio, è di +24,8 °C. Nel medesimo trentennio, la temperatura minima assoluta ha toccato i -5,0 °C nel gennaio 1968 (media delle minime assolute annue di -1,6 °C), mentre la massima assoluta ha fatto registrare i +42,6 °C nell'agosto 1970 (media delle massime assolute annue di +37,7 °C).
La nuvolosità media annua si attesta a 3,4 okta giornalieri, con minimo di 1,5 okta giornalieri a luglio e massimo di 4,5 okta giornalieri a febbraio.
Le precipitazioni medie annue, piuttosto scarse, fanno registrare un valore appena superiore ai 450 mm, con un marcato minimo estivo ed un moderato picco autunnale.
L'umidità relativa media annua fa registrare il valore di 70,9% con minimo di 66% a luglio e massimo di 77% a dicembre.
La pressione atmosferica media annua normalizzata al livello del mare è di 1014,7 hPa, con massimi di 1017 hPa ad ottobre e a novembre e minimi di 1013 hPa ad aprile, a maggio, a luglio e ad agosto.
| Marina di Ginosa (1961-1990)     | Mesi        | Mesi        | Mesi        | Mesi        | Mesi        | Mesi        | Mesi        | Mesi        | Mesi        | Mesi        | Mesi        | Mesi        | Stagioni | Stagioni | Stagioni | Stagioni | Anno    |
| Marina di Ginosa (1961-1990)     | Gen         | Feb         | Mar         | Apr         | Mag         | Giu         | Lug         | Ago         | Set         | Ott         | Nov         | Dic         | Inv      | Pri      | Est      | Aut      | Anno    |
| -------------------------------- | ----------- | ----------- | ----------- | ----------- | ----------- | ----------- | ----------- | ----------- | ----------- | ----------- | ----------- | ----------- | -------- | -------- | -------- | -------- | ------- |
| T. max. media (°C)               | 12,7        | 13,3        | 15,1        | 17,8        | 22,2        | 26,5        | 30,1        | 29,8        | 26,7        | 21,9        | 17,1        | 13,8        | 13,3     | 18,4     | 28,8     | 21,9     | 20,6    |
| T. min. media (°C)               | 4,9         | 5,4         | 6,9         | 9,0         | 13,2        | 16,7        | 19,4        | 19,6        | 17,0        | 13,2        | 8,7         | 5,9         | 5,4      | 9,7      | 18,6     | 13,0     | 11,7    |
| T. max. assoluta (°C)            | 21,6 (1987) | 23,4 (1990) | 26,4 (1990) | 30,6 (1985) | 32,6 (1973) | 40,0 (1982) | 41,2 (1988) | 42,6 (1970) | 39,0 (1987) | 30,4 (1981) | 27,2 (1990) | 21,6 (1981) | 23,4     | 32,6     | 42,6     | 39,0     | 42,6    |
| T. min. assoluta (°C)            | −5,0 (1968) | −2,8 (1969) | −2,8 (1987) | −0,4 (1970) | 4,0 (1987)  | 8,4 (1969)  | 12,9 (1971) | 11,2 (1990) | 9,2 (1977)  | 3,9 (1972)  | −0,6 (1975) | −3,0 (1986) | −5,0     | −2,8     | 8,4      | −0,6     | −5,0    |
| Nuvolosità (okta al giorno)      | 4,3         | 4,5         | 4,3         | 4,1         | 3,6         | 2,7         | 1,5         | 1,7         | 2,4         | 3,3         | 3,9         | 4,1         | 4,3      | 4,0      | 2,0      | 3,2      | 3,4     |
| Precipitazioni (mm)              | 44,1        | 50,9        | 43,3        | 28,4        | 26,8        | 21,1        | 15,9        | 21,4        | 35,4        | 58,8        | 51,9        | 58,1        | 153,1    | 98,5     | 58,4     | 146,1    | 456,1   |
| Giorni di pioggia                | 5           | 6           | 6           | 4           | 5           | 3           | 2           | 3           | 4           | 6           | 6           | 6           | 17       | 15       | 8        | 16       | 56      |
| Umidità relativa media (%)       | 73          | 72          | 71          | 71          | 71          | 68          | 66          | 67          | 68          | 72          | 75          | 77          | 74       | 71       | 67       | 71,7     | 70,9    |
| Pressione a 0 metri s.l.m. (hPa) | 1 016       | 1 014       | 1 014       | 1 013       | 1 013       | 1 014       | 1 013       | 1 013       | 1 016       | 1 017       | 1 017       | 1 016       | 1 015,3  | 1 013,3  | 1 013,3  | 1 016,7  | 1 014,7 |

## Valori estremi

### Temperature estreme mensili dal 1966 ad oggi
Nella tabella sottostante sono riportate le temperature massime e minime assolute mensili, stagionali ed annuali dal 1966 ad oggi, con il relativo anno in cui si queste si sono registrate. La massima assoluta del quarantennio esaminato di +43,6 °C è del giugno 2007, mentre la minima assoluta di -5,0 °C risale al gennaio 1968.
| Marina di Ginosa (1966-2023) | Mesi        | Mesi        | Mesi        | Mesi        | Mesi        | Mesi        | Mesi        | Mesi        | Mesi        | Mesi        | Mesi        | Mesi        | Stagioni | Stagioni | Stagioni | Stagioni | Anno |
| Marina di Ginosa (1966-2023) | Gen         | Feb         | Mar         | Apr         | Mag         | Giu         | Lug         | Ago         | Set         | Ott         | Nov         | Dic         | Inv      | Pri      | Est      | Aut      | Anno |
| ---------------------------- | ----------- | ----------- | ----------- | ----------- | ----------- | ----------- | ----------- | ----------- | ----------- | ----------- | ----------- | ----------- | -------- | -------- | -------- | -------- | ---- |
| T. max. assoluta (°C)        | 22,4 (2007) | 23,4 (1990) | 28,0 (2001) | 31,2 (2000) | 33,2 (2021) | 43,6 (2007) | 43,4 (2000) | 43,2 (2000) | 39,0 (1987) | 31,6 (2023) | 28,2 (2015) | 22,4 (2010) | 23,4     | 33,2     | 43,6     | 39,0     | 43,6 |
| T. min. assoluta (°C)        | −5,0 (1968) | −2,8 (1969) | −2,8 (1987) | −1,8 (2003) | 4,0 (1987)  | 8,4 (1969)  | 12,9 (1971) | 11,2 (1990) | 8,0 (1996)  | 3,8 (1996)  | −0,6 (1975) | −4,0 (2001) | −5,0     | −2,8     | 8,4      | −0,6     | −5,0 |